# Нужные люди (фильм, 2002)
«Нужные люди» (англ. People I Know) — фильм режиссёра Дэниела Олгранта.

## Сюжет
Илай Вэрман — стареющий нью-йоркский PR-агент и публицист. Когда-то он умело организовывал кампании и светские скандалы. Сейчас жизнь Илая длится от одной попойки до другой, когда он с трудом отличает день от ночи. Последний клиент Илая Кэри Лаунер метит из актёров в кресло высокопоставленного политика, и ему необходимо уладить свои сложные отношения с острой на язык актрисой Джилли Хоппер. Она намекает на то, что в её распоряжении есть некий компромат на сильных мира сего.
После бурной вечеринки Илай оказывается в одном номере отеля с Джилли. Они принимают наркотики. Уже почти отключившись, Илай замечает, что в номер проникли неизвестные, а Джилли изнасиловали и убили. На следующее утро Илай с трудом собирает воспоминания из разрозненных обрывков.
Илай встречается со своей сводной сестрой Викторией, с которой давно не виделся. Она играет в новой пьесе на Бродвее и тяжело больна. Он собирается скрыться от неприятных событий, но полиция не даёт ему покоя, пытаясь выяснить, что же он видел. Вскоре оказывается, что Илай связался с очень опасной историей, которая угрожает его собственной жизни.

## В ролях
- Аль Пачино — Илай Вэрман
- Ким Бейсингер — Виктория Грей
- Райан О’Нил — Кэри Лаунер
- Теа Леони — Джилли Хоппер
- Ричард Шифф — Эллиот Шарански
- Билл Нанн — преподобный Лайл Брант
- Роберт Клейн — доктор Сэнди Напье
- Марк Уэббер — Росс
- Софи Даль — Тилли